# Локації Спрингфілда

## Спрингфілдський будинок пристарілих
Спрингфілдський будинок пристарілих (англ. Springfield retirement castle) — локація з мультсеріалу «Сімпсони». У будинку зазвичай живуть різні люди Спрингфілда похилого віку, включаючи Ейба Сімпсона.
На відміну від таких локацій, як Таверна Мо — Спрингфілдський будинок пристарілих має чітко визначену локацію і знаходиться прямо через дорогу до Квік-Е-Марту.Саме через це іноді бідолашний Апу Нахасапімапетілон страждає
від вимог різних старих, але іноді дуже агресивних людей з будинку, які, як відомо часто усім незадоволені.

### Персонал

#### Лікарі, медсестри і Гомер Сімпсон
У спрингфілдському будинку пристарілих працюють приблизно 20 різних медсестр, докторів і із сьомого сезону , Ліса Сімпсон.
Життя у будинку пристарілих для його жителів надзвичайно легке — їх годують з ложки, веселять різними старими жартами, з ними
грають у різні ігри (проте мало хто грає) і грають у лото і бінго.
Проте життя старих не таке і легке — на своїй шкурі Гомер відчув, що життя у будинку пристарілих не таке
легке, як здалось йому спершу — кожен день він мусив робити ранкову зарядку, ходити по 10 разів на день до лікаря і постійно
лежати під капельницями. Хоча їсти там подають справді смачні страви — свинину, рибу, бекон і інші м'ясні страви.
Щоправда так лише для деяких. Більшість жителів мусить їсти дієтичні каші або і взагалі їжу капають з крапельниці. Інше, що
зацікавило Гомера, що більшість людей там пересувалися на милицях, або інвалідних кріслах."А на своїх двох ходжу" — подумав
Гомер і сам собі вибрав крісло, щоправда, зразу його зламав, програвши «забіг» у їдальню Джасперу.

#### Ліса Сімпсон
Хто ще міг працювати настільки безкорисливо і без злості у такому депресивному місці, як не Ліса Сімпсон.Про це усі дізналися із серії «Барт для всіх», де Барта відправили працювати у будинок пристарілих за 2 долари на тиждень. Коли Барт
туди зайшов, то побачив, що там Ліса грає зі старими у лотерею. Коли Барт розпитав її , Ліса сказала, що працює там уже цілий
рік і при тому, абсолютно безплатно і з великою радістю, бо вважає, що зі старими людьми цікаво спілкуватися. Ліса була дуже
здивована, коли побачила, як Барт модернізував систему проживання людей у будинку — вони ходили на прогулянку, стали веселішими, їздили на прогулянковій яхті і втікали у місто.

### Мешканці будинку пристарілих (найчастіше згадані)

#### Джаспер Борода у будинку пристарілих
Джаспер Борода (також відомі вимови прізвища «Бердлі» і «Бірдлі») — один з найчастіше згаданих жителів Спрингфілдського будинку пристарілих. Джасперу, по словам Ейба 82 , по медичній картці 88 років. Джаспер — старий маразматик з купою проблем зі здоров'ям, протезом замість ноги (хоча у багатьох епізодах він показаний у шортах і мав нормальні ноги),амнезією, хриплим тихим голосом , склерозом і багато іншого є типічним мешканцем будинку пристарілих. Джаспер є найкращим другом Ейба. Не зважаючи на набір проблем він залишається розважливим і доброзичливим, хоча часто не розуміє, що діється навколо нього. Його характерна ознака — дуже довга сива борода, яку йому на 88 день народження зав'язали у 2 косички. Його улюблені ігри — шахи і нарди.
- див. статтю Джаспер Борода

### Ейб Сімпсон
Абрахам Сімпсон , Ейб або просто «дідо Сімпсон» є також постійним жильцем Спрингфілдського будинку пристарілих. Він живе у кімнаті поряд з кімнаткою Джаспера Бороди. Свою кімнату Ейб прикрасив фото з армії а також Барта і Ліси. Ейб часто єдиний, хто постійно невдоволений чимось, наприклад їжею (що часто пов'язано із тим, що губить вставні щелепи) і часто тягне за
собою усіх жителів будинку. Як і інші жителі , Ейб має багато спільного з усіма — часто депресує, часто невдоволений, іноді
розповідає кумедні історії про своїх рідних або довгі і сторії зі свого минулого (і як правило, при цьому засинає) і дивиться
серіал Метлок.
- див статтю Ейб Сімпсон

### Старий єврей
Старий Єврей (у деяких серіях Однозубий Джо і Божевільний старий) — старий і тупуватий 90—річний житель будинку
пристарілих. Його ім'я у серіалі ніколи не називалося, всі до нього звертаються «старий» або «єврей». Він громадянин Ізраїлю, єврей і дуже цим пишається. У іншому будинку пристарілих міста Спрингфілд живе його дружина.
У нього немає серйозних проблем зі здоров'ям, крім серйозної амнезії і сильно кашляє. Усі зуби у нього вже давно випали, крім одного зуба, яким він теж пишається, бо може відкривати ним пляшки з пивом (він дуже любить пиво). Він часто негативно ставиться до Ейба Сімпсона, бо ніколи не жаліється на життя і вважає, що йому не 90 а 3 по 30 років.

## Башта Андроїдів
Башта Андроїдів — магазин коміксів і журналів з мультсеріалу «Сімпсони», які продає Джеф Альбертсон, більше відомий як «продавець коміксів».
Магазин знаходиться у приморському районі міста Спрингфілд, що видно з гри The Simpsons: Hit & Run. Магазин стоїть під 507 номером невідомої вулиці, хоча у деяких ранніх епізодах позначався номер 509.
Магазином заправляє 45-річний Джеф Альбертсон, більше відомий як продавець коміксів. Саме через свій магазин він і отримав прізвисько, під який його і знають усі мешканці міста Спрингфілд. У магазині товари часто неналежної якості і продаються за дуже високими цінами, зокрема перші випуски Людини павука Альбертсон продає за карколомні ціни у 20000 доларів. Уперше магазин, разом із Альбертсоном з'явився у серії «Троє і книга Коміксів», де Альбертсон запросив 100 доларів за 1 випуск Радіоактивного Чоловіка випуску 1952 року і Барт, Мілхауз і Мартін мусили збирати для купівлі гроші. Крім цього, Альбертсон ненавидить своїх покупців і постійно сарксатичить перед ними, і не завжди віддає товари, навіть отримавши гроші, бо йому шкода коміксів, які він колекціонував. Точну кількість коміксів, які є у цьому магазині вирахувати неможливо, бо їх настільки багато, та і Альбертсон забирає собі добру половину товарів.
Далеко не усі комікси магазину користуються попитом, більшість із них браковані, дорогі і нікому не потрібні. Тому вночі Альбертсон тихенько виносить комікси магазину до найближчого провулку і викидає у сміттєві баки. За поганими коміксами однак полює безліч «ботанів» міста Спрингфілд, які зазвичай забирають собі комікси, тому Альбертсон чатує за ними і проганяє «ботанів», щоб вони не забирали непотрібні товари. Тому Альбертсон почав викидати комікси у кімнату свого магазину. Там були такі комікси, як «Блиск і Злидарство Спрингфілда», який розповідає про життя у Таверні Мо, комікс про Квімбі і комікс цілковито про бідолашного Мо, який не міг ніяк знайти своє кохання. Про ці комікси згадувалося у 14 сезоні серіалу і 81 випуску коміксу.
На склі магазину висить надпис: «Веди мене до своїх коміксів і бейсбольних карток», цю фразу говорить робот. У магазині справді продаються бейсбольні картки, але і ті не дуже якісні і надзвичайно дорогі. На вітрині магазину висить надпис «Так, ми відкриті» (більшість часу) і «Вибачте, ми закриті». Обидва надписи зроблені Альбертсоном, проте з не дуже помітним сарказмом. Табличка «Так, ми відкриті» висить більшість часу — так продавець коміксів хоче доказати, що його магазин найдовше працює, щоправда, він не завжди впускає покупців навіть при табличці «Відкрито», що є одним з елементів загально саркастично побудованого магазину.
Найчастішими покупцями магазину коміксів є діти, тому Джеф Альбертсон думає, що їм можна хамити скільки це можливо, не боячись за наслідки сказного. Його найчастіша фраза у магазині — Тут тобі не бібліотека — коли хтось читає комікси на прилавку. Цю фразу він каже навіть у бібліотеках, і при доказах про зворотне дуже брутально лається. Альбертсон також вважає, що магазин коміксів — виключно його власність і часто не платить податків на утримання майна.
Насправді, площа магазину більша, ніж здається. Так, там є зала, у якій зрідка відбуваються дійства і яка служить для збереження численних костюмів продавця коміксів. Інша зала з численними нелегальними і непідтвердженими відеозаписами, купою порнографії, багато аматорських відео з іншопланетянами, а також із Кентом Брокманом, який колупається в носі.
Усі зали можна було побачити у 12 сезоні, коли Альбертсон отримав інфаркт внаслідок ожиріння, і доручив Барту і Мілгаусу ван Гутену.
У повнометражному фільмі унаслідок загальних розвалів, магазин був майже повністю знищений, а Джеф Альбертсон хотів тікати разом з усіма коміксами, проте зрозумівши, що це неможливо, увесь день сидів і рахував комікси. Побачивши бомбу, він сказав: «Ціле життя я збираю комікси. тепер, коли настав кінець… Життя вдалося!»— проте ніхто не загинув і магазин був знову відбудований.

## Camp Krusty
Camp Krusty («Табір Красті») — локація з мультсеріалу Сімпсони. Як і інші локації міста Спрингфілд (наприклад — Таверна Мо, Квікі-март, Боулорама Барні,Лівомаркет) — Табір Красті має змінну локацію. За даних серіалу — табір знаходиться за кілометрів п'ятдесят — вісімдесят від міста Спрингфілд і знаходиться у лісі. За картою гри Сімпсони Вдар і Втікай — Табір Красті знаходиться у передмісті Спрінгфілда, недалеко від Башти Андроїдів, Обсерваторії професора Фрінка, Затоки Спрингфілда і порту Спрингфілда.
В одному з епізодів серіалу у Таборі Красті якраз і відбувалися події серії. Тоді Барт і Ліза хотіли поїхати у Табір Красті, у якому багато усього обіцяли — екскурсії, ігри, телевізор і т. д. І якщо Ліза й справді заслужила відпочинок, то Барта у табір Гомер відпустив просто з доброти. Окрім них у табір поїхали ще багато Бартових і Лізиних друзів і однокласників. Проте Красті одразу не приїхав, а умови в таборі були жахливі — дерев'яні хатки, без опалення, шибки майже без скла, примусова праця, погане харчування — типовий жахливий літній табір. Зрештою, Барт очолив повстання проти керівництва і послали замість Красті алкоголіка усіх часів і народів — Барні — проте на це ніхто не купився і усі таки домоглись, щоб Красті приїхав. Згідно з грою «Сімпсони» — біля табору Красті є бурхлва річка, а якщо підійти до прапорця і натиснути кнопку «Дія» — то вилізе прапор повстанської армії Барта. Під табором є тунель, який виводить майже прямо під студію Крастілу.